# 베르나르 캄팡

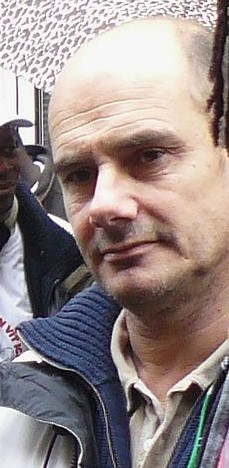

베르나르 캄팡(Bernard Campan, 1958년 4월 4일 ~ )은 프랑스의 배우, 희극 배우, 영화 감독, 각본가, 영화배우, 텔레비전 배우이다.
아쟁에서 태어났다.

## 영화
- 백 오브 마블스 (2015년)
- 레 트와 프레르, 르 레투 (2014년) - 버나드 라투르 역
- 남자의 마음 3 (2013년)
- 원 포 더 로드 (2009년)
- 얼터네이트 윅스 (2009년)
- 공원 벤치 (2009년)
- 하트 오브 맨 2 (2007년)
- 숨겨진 얼굴 (2007년)
- 내 인생의 한 남자 (2006, L'Homme de sa vie)
- 사랑도 흥정이 되나요? (2005년) - 프랑수아 역
- 남자들의 마음 (2003년) - 앙트완 역
- S.O.S. (2002년)
- 아름다운 것들 (2002년)
- 외계인 (2000년)
- 오거스틴 2 - 쿵후대왕 (1999년)
- 삼형제와 상속자 (1995년) - 베르나르 역